# Леонардо Жозе Апаресідо Моура
Леонардо Жозе Апаресідо Моура (порт. Leonardo José Aparecido Moura; 19 березня 1986, Гуарульюс, Бразилія) — бразильський футболіст, захисник.

## Біографія

### Клубна кар'єра
Вихованець бразильського «Сантоса». Чемпіон Бразилії в складі «Сантоса» 2004 року. Вандерлей Лушембургу, який тренував «Сантос» в тому році і періодично підпускав хлопця до першої команди, був найвищої думки про його здібності .
У липні 2005 року перейшов в донецький «Шахтар». У Вищій лізі дебютував 28 серпня 2005 року в матчі проти запорізького «Металурга» (3:1). 18 жовтня 2006 року дебютував у Лізі чемпіонів у матчі проти іспанської «Валенсії» (2:0), Леонардо відіграв весь матч, але залишив погане враження від своєї гри.
У команді закріпитися не зміг і в лютому 2007 року був відданий в оренду «Сантосу», він зіграв всього в десяти офіційних матчах (два — в чемпіонаті Бразилії, один — в Кубку Лібертадорес і сім — в чемпіонаті штату Сан-Паулу. Чемпіон штату). Пізніше перебував в оренді в бразильських клубах: «Сан-Каетано» і «Васко да Гамі».
У 2010 році на правах оренди виступав у «Греміо Баруері», потім перейшов в «Аваї». У 2011—2012 роках також на правах оренди виступав у «Атлетіко Гоіяніенсе», після чого команді з Гоянії перейшли всі права на гравця.
З 2013 року змінив низку бразильських клубів, проте ніде надовго не затримався.

### Кар'єра в збірній
Чемпіон світу в складі юнацької збірної Бразилії до 17 років у 2003 року. Зіграв всі 6 матчів. Навіть забивав голи, незважаючи на позицію захисника. Спочатку відкрив рахунок у чвертьфіналі проти США (3:0). А потім забив єдиний м'яч у фіналі проти Іспанії (1:0).
У складі молодіжної збірної Бразилії до 20 років став бронзовим призером чемпіонату світу у 2005 році, провів 4 матчі.
Був включений головним тренером збірної Бразилії Карлос Алберто Паррейрою в склад команди на товариський матч проти збірної Гватемали, що відбувся в Сан-Паулу 27 квітня 2005 року.

## Досягнення
- Чемпіон Бразилії (1): 2004
- Чемпіон України (1): 2005/06
- Ліга Пауліста (1): 2007
- Срібний призер чемпіонату України (1): 2006/07
- Фіналіст Кубка України (1): 2006/07
- Володар Суперкубка України (1): 2006
- Чемпіон світу (U-17): 2003